# Episcada argentina
Episcada argentina är en fjärilsart som beskrevs av Köhler 1929. Episcada argentina ingår i släktet Episcada och familjen praktfjärilar. Inga underarter finns listade i Catalogue of Life.